# Steinpass

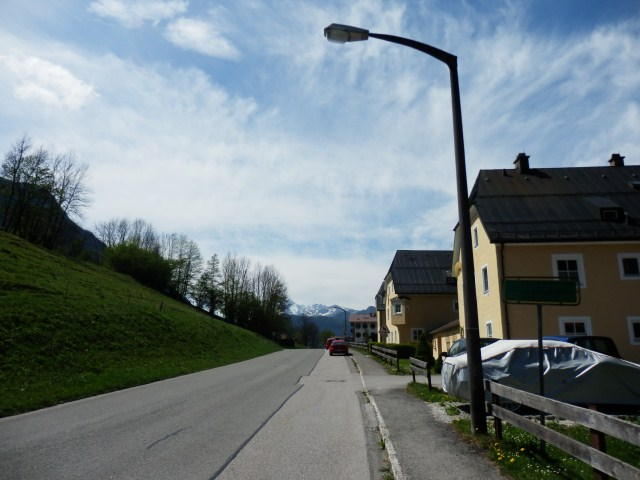
Steinpass mit Häusern von Melleck; Blick nach Südwesten

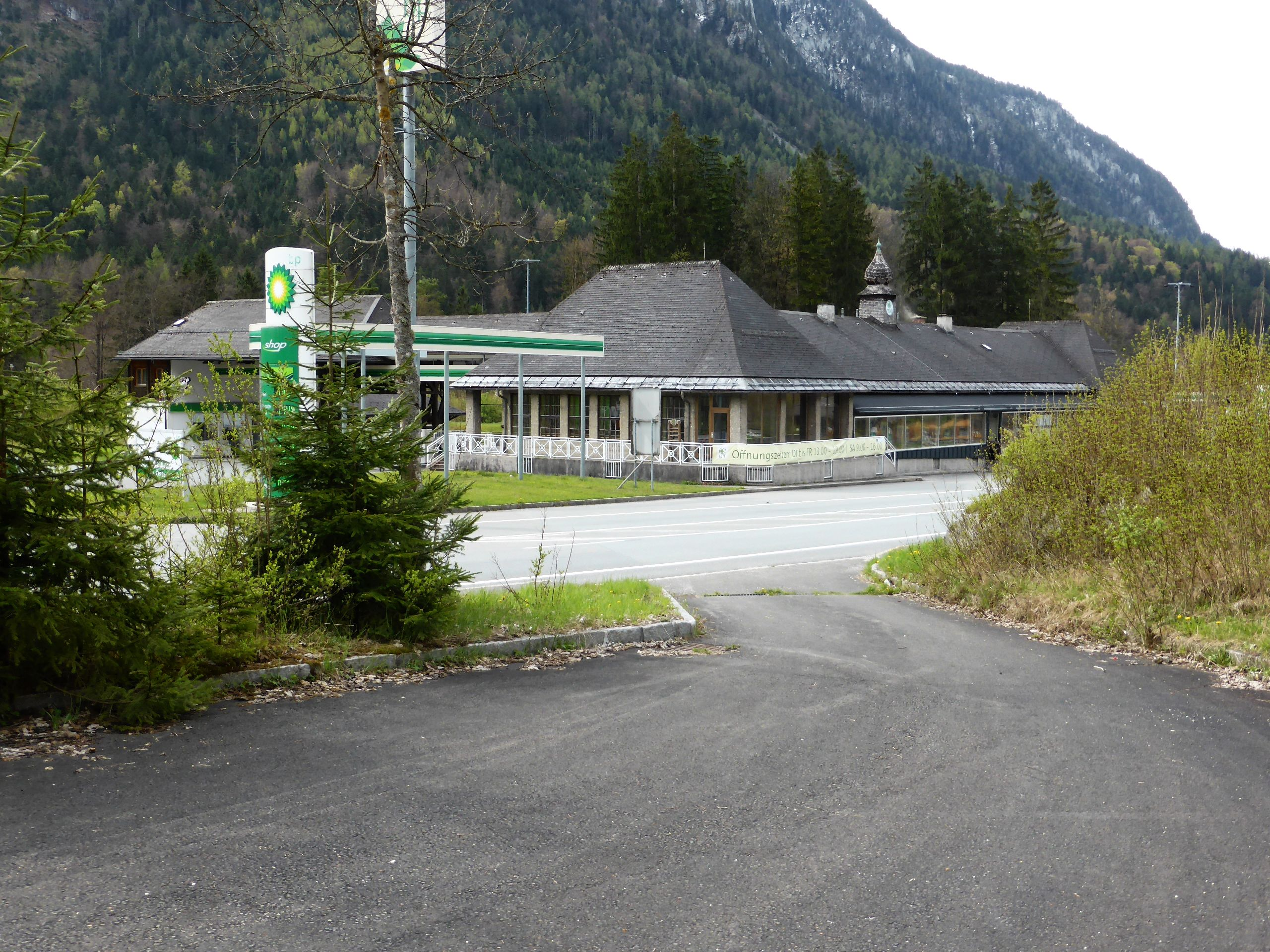
Ehemaliges Zollhaus an der B 178 nahe dem Steinpass; mit Nordwesthang des Achhorns im Hintergrund

Der Steinpass ist ein 615 m ü. NHN hoher Gebirgspass der Alpen. Er liegt in Deutschland kurz vor der Grenze zum salzburgischen Bezirk Zell am See (Österreich) im bayerischen Landkreis Berchtesgadener Land. Vor Ort liegt der Schneizlreuther Weiler Melleck.

## Geographische Lage
Der Steinpass liegt nahe dem Südostrand der Chiemgauer Alpen zwischen dem Pichlerberg (1097 m) im Westen, dem Gebirgsstock Grimmberg mit dem Gamersberg (1035 m) im Nordwesten, dem Kranzkogel (1241 m) im Nordnordosten und dem Wendelberg (959,2 m) im Nordosten; 4,8 km westnordwestlich erhebt sich das Sonntagshorn (1961 m); sie gehören alle zu Deutschland.
Nach Südosten leitet die Landschaft über den Südwestsporn des Wendelbergs zur von Österreich nach Deutschland fließenden Saalach über; jenseits von deren Engtal erhebt sich im Süden das zu den Berchtesgadener Alpen gehörende österreichische Achhorn (1316 m ü. A.). Südwestlich vorbei fließt auf der Staatsgrenze der Steinbach, der knapp 850 m südlich des Passes in die Saalach mündet. Nördlich des Passes verläuft der durch den kleinen Pernauer Graben gespeiste Motzenbach dem Saalach-Zufluss Müßbach zu.
Auf dem Gebirgspass liegt der Weiler Melleck, ein kleiner südwestlicher Ortsteil von Schneizlreuth. Im Tal befinden sich abwärts entlang der Saalach Niederland, ein 2,3 km südwestlich des Passes gelegener Ortsteil der österreichischen Gemeinde Unken (563 m ü. A.), und der Kernort des deutschen Schneizlreuth (516 m), der etwa 4 km nordöstlich des Passes liegt.

## Passstraße
Die über den Steinpass führende Passstraße ist eine auf ihrer Nordostrampe kurvenarme sowie auf ihrer Südwestrampe kurvenreiche und dort den Steinbach überquerende Nebenstraße der deutschen Bundesstraße 21 und der österreichischen Loferer Straße (B 178); die zwei zuletzt genannten Straßen gehen etwa 500 m südsüdwestlich des Passes nahe der Saalach an der Staatsgrenze ineinander über. Die Passstraße verbindet auf rund 6,5 km Länge mit bis zu 8 % Steigung bzw. Gefälle Schneizlreuth und Unken miteinander.
Die Passstraße war bis zum Bau des deutschen Wendelbergtunnels (1985–1987), der 380 m südöstlich des Passes durch den Südwestsporn des Wendelbergs führt, ein Teil der deutschen B 21, die zum verkehrsreichen kleinen deutschen Eck gehört, und jenseits der Grenze, ein solcher der österreichischen B 178.
Heutzutage verlässt die „B 21“ einige hundert Meter vor der Ortschaft Melleck ihre alte über den Steinpass führende Trasse, die der heutigen Passstraße entspricht, und verläuft in leichtem gleichmäßigen Gefälle durch den Tunnel. Anschließend führt die Loferer Straße (B 178) von der Staatsgrenze weiter in Richtung Süden durch die Alpen.

## Schutzgebiete
Auf dem Steinpass liegen, südöstlich der Passstraße, Teile des Landschaftsschutzgebiets Oberes Saalachtal mit Wendelberg und Kienberg, Gemeinde Schneizlreuth (CDDA-Nr. 395938; 1989 ausgewiesen; 7,9143 km² groß). Bis nahe an den Pass heran reichen solche des Fauna-Flora-Habitat-Gebiets Östliche Chiemgauer Alpen (FFH-Nr. 8241-372; 129,2266 km²) und des Vogelschutzgebiets Östliche Chiemgauer Alpen (VSG-Nr. 8241-401; 127,75 km²).

## Geschichte
Der Steinpass wird seit 1218 als Grenze zwischen dem im Reichenhaller Tal gelegenen Pfleggericht Reichenhall und dem Erzbistum Salzburg genannt. 1228 belehnte König Heinrich VII. den Salzburger Erzbischof Eberhard II. mit der Grafschaft Pinzgau. Die Nordgrenze des Pinzgaus stellte die Einmündung des Steinbachs in die Saalach dar. Im 13. Jahrhundert  hatte die Familie von Steinbach die Grenze bewacht.
Der Hauptverkehrsweg zwischen Salzburg und Tirol verlief hier entlang der Saalach und die Brückenbauten waren immer durch Hochwässer gefährdet. Deshalb wurde 1614 vorgeschlagen, die Holzbrücken mit Eisen zu verstärken und die Straße in den Felsen zu sprengen. Während des Dreißigjährigen Krieges (1618–1648) ließ Erzbischof Paris von Lodron 1646 die dortigen Befestigungen ausbauen. Von dem einst tonnengewölbten Durchgangstor ist nur ein Wappen dieses Erzbischofs mit der Aufschrift Archiep Paris ex com Lodroni f MDCXXXXVI erhalten. Dieses Tor hatte bis 1929 bestanden, heute sind davon nur drei Fundamentpfeiler am Ufer des Steinbachs zu sehen. Die einst vorhandene Pichler Schanze (Erdbauten mit Palisaden), mit der eine Umgehung der Wehranlagen an der Westseite verhindert wurde, wurde 1970 eingeebnet. Die Torbefestigungen waren bereits Ende des 18. Jahrhunderts dem Verkehr nicht mehr gewachsen, sie  wurden aber wegen der Franzosenkriege nicht abgebrochen. In den folgenden Jahren (1800, 1805, 1809) kam es auch am Steinpass zu heftigen Kämpfen. Die Tiroler und Salzburger Verteidiger konnten unter Josef Speckbacher einige Erfolge erzielen, wurden aber am 17. Oktober 1809 entscheidend geschlagen.
Im ehemaligen Zollamtsgebäude am Steinpass befindet sich seit 2010 als neuer Mieter der Verein TEH, der sich mit dem Thema Das Heilwissen der Pinzgauerinnen, das zum immateriellen UNESCO-Kulturerbe gehört, auseinandersetzt und im Zollamt Steinpass ein Verkaufsgeschäft eingerichtet hat.

## Galerie

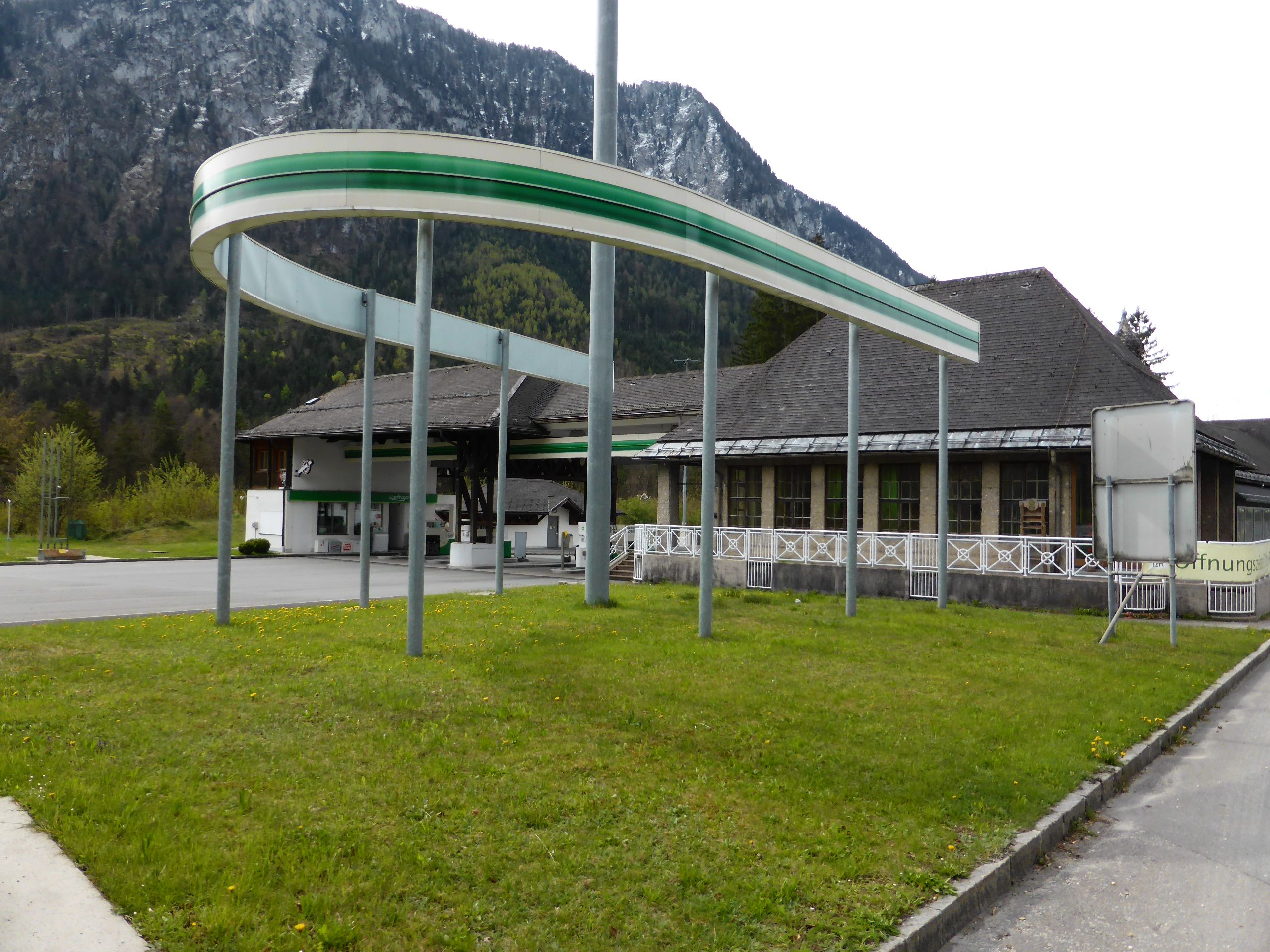
Ehemaliges Zollhaus an der B 178 nahe dem Steinpass
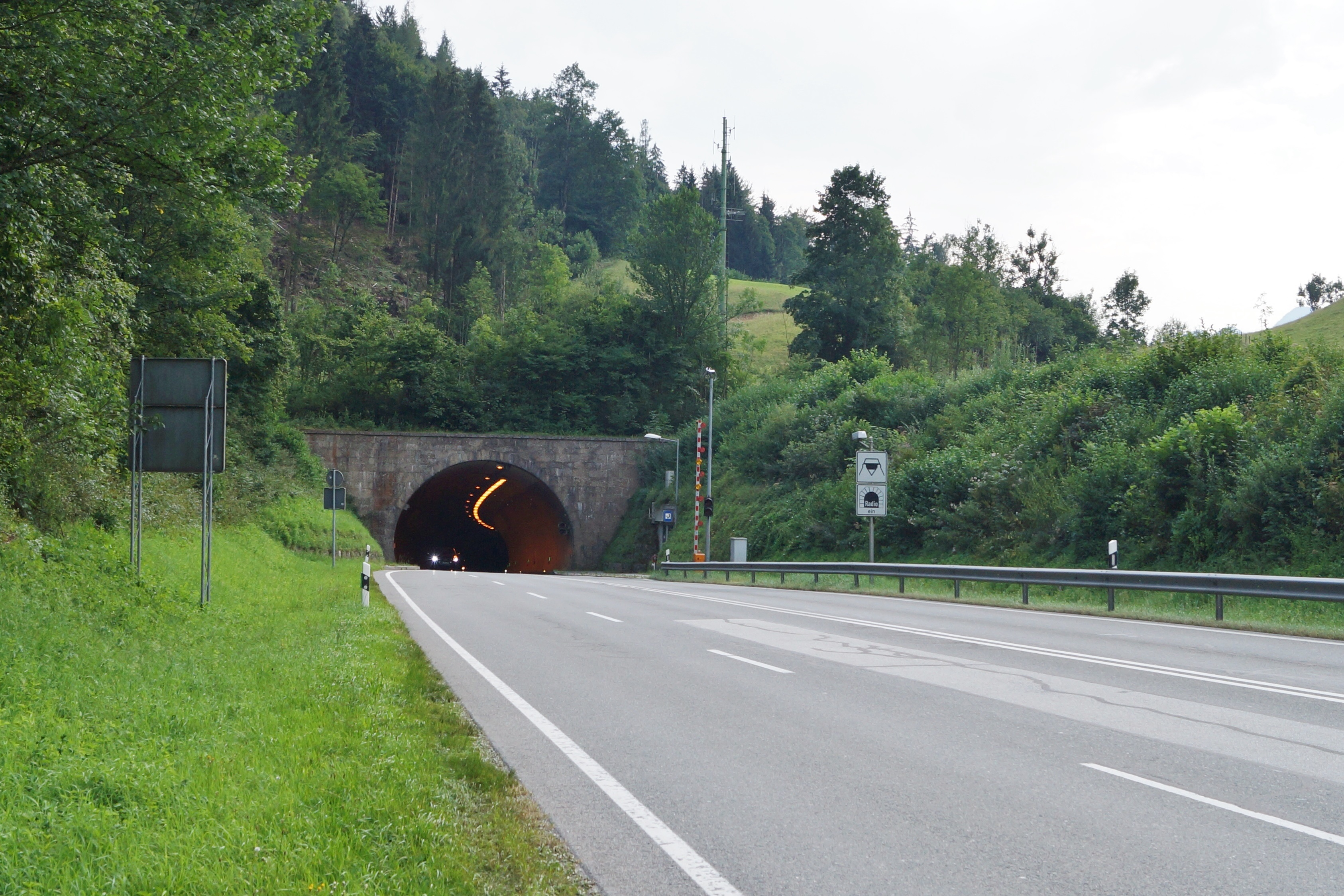
Wendelbergtunnel (Nordostportal) mit B 21 nahe dem Steinpass
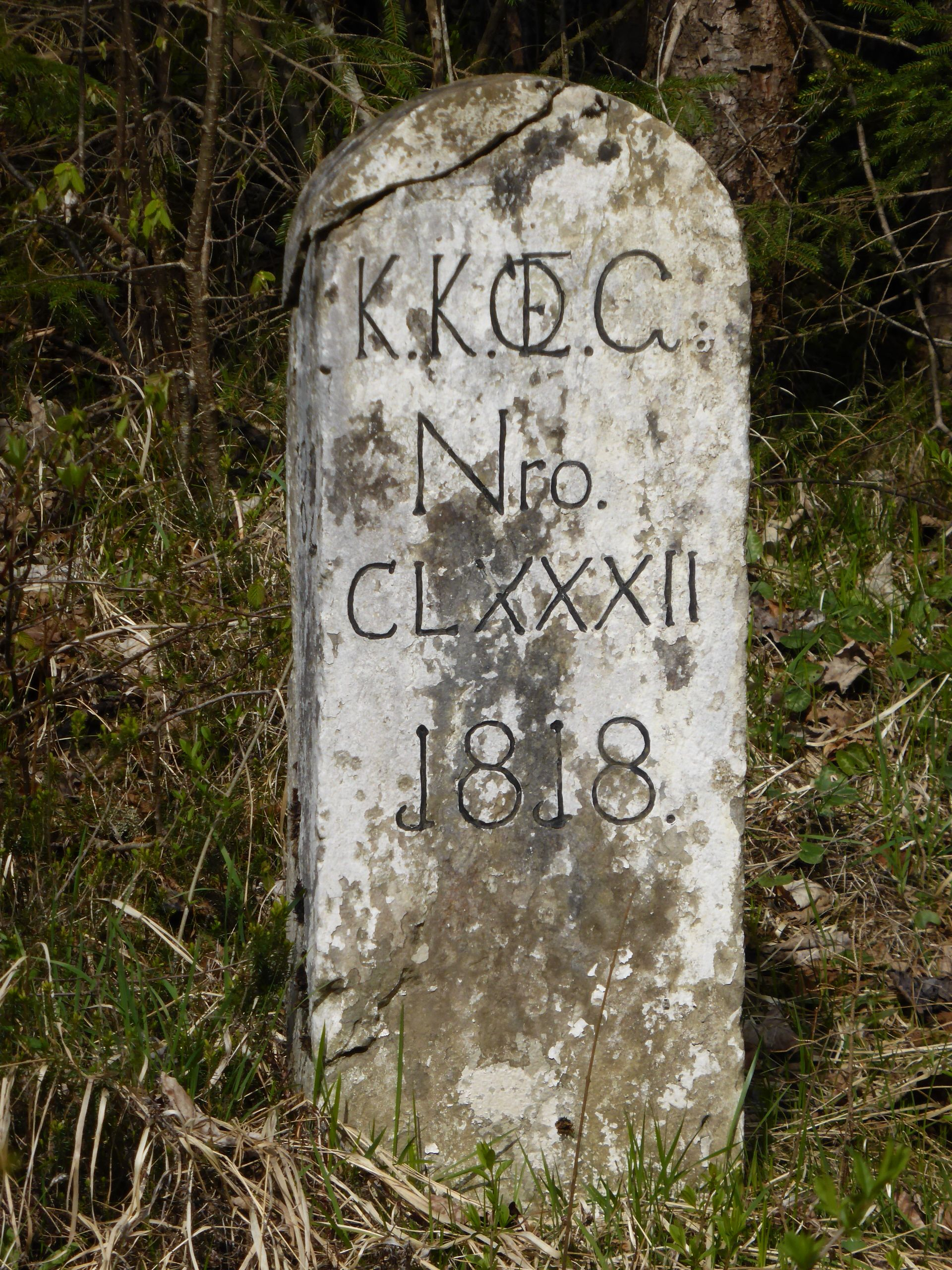
k.u.k-Grenzstein nahe der Mündung des Steinbachs in die Saalach
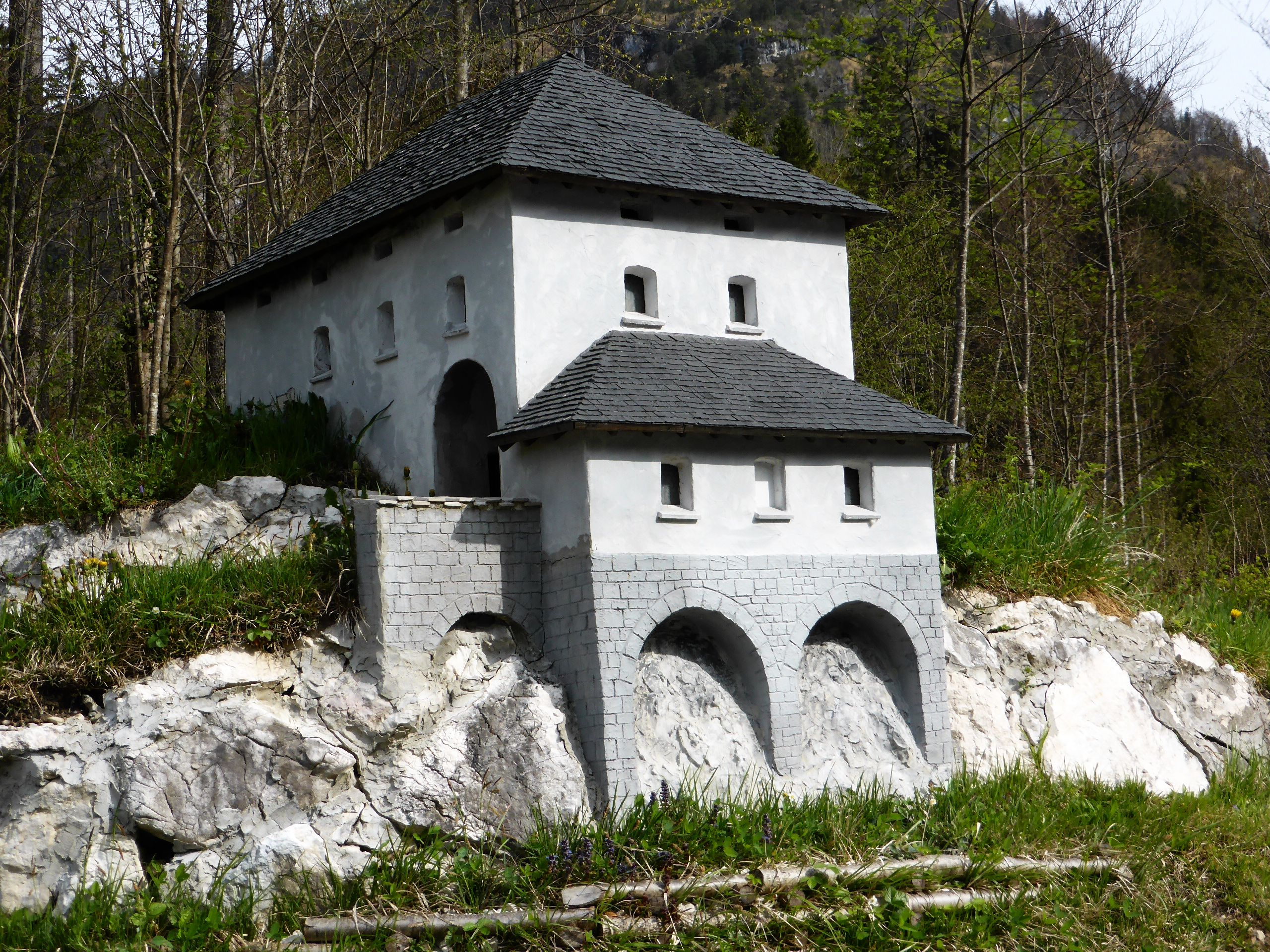
Modell der Festung Steinpass an der B 178 nahe dem Steinpass
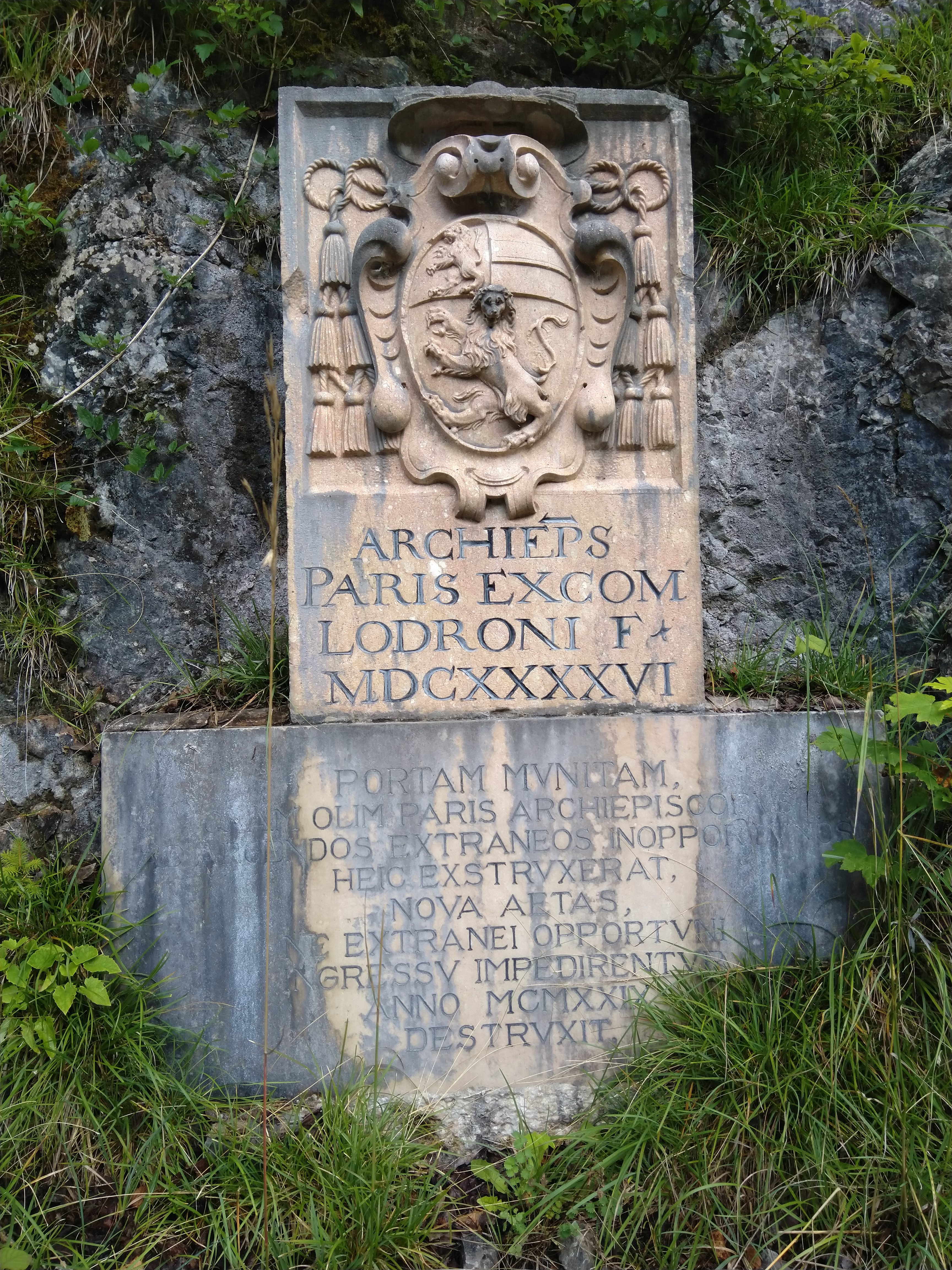
Wappenstein (Erzbischof Paris von Lodron) vom abgetragenen Steinpass-Tor